# Politique dans les Alpes-de-Haute-Provence
Le département français des Alpes-de-Haute-Provence est un département créé le 4 mars 1790 en application de la loi du 22 décembre 1789, à partir de l'ancienne province de Provence, sous la dénomination Basses-Alpes. Les 198 actuelles communes, dont presque toutes sont regroupées en intercommunalités, sont organisées en 23 cantons permettant d'élire les conseillers départementaux. La représentation dans les instances régionales est quant à elle assurée par 4 conseillers régionaux. Le département est également découpé en 2 circonscriptions législatives, et est représenté au niveau national par deux députés et un sénateur. 

## Historique
Le département présente une tradition électorale marquée à gauche ancienne. On peut évoquer les solides traditions républicaines, comme le nombre de sociétés populaires pendant la Révolution française, ou la résistance au coup d’État de Napoléon III en 1851. La tradition de gauche s'est aussi manifestée dans le monde rural, puisque l'ensemble des cantons consacrés à l'agriculture ont, très tôt, manifesté une inclination à voter pour des candidats républicains. L’installation de la grande usine chimique de Saint-Auban a aussi eu un effet favorable sur le vote à gauche (cf. ci-dessous) et a constitué le terreau de l'organisation politique de la gauche dans le département comme du mouvement syndical.[réf. nécessaire] La centrale électrique de Sainte-Tulle a également fourni de nombreux militants aux organisations de gauche.
Exceptions dans le département : les secteurs alpins, de Barcelonnette et de la haute vallée du Verdon, territoires d'émigration mais aussi lieu de garnison des chasseurs alpins pour le premier. Ces secteurs, profondément catholiques, ont longtemps opté pour des élus conservateurs dont l'un des plus connus est l'ancien ministre de la IIIe République, Paul Reynaud. Une définition des choix politiques de la population départementale est souvent ainsi traduite : plus l'altitude s'élève, plus le suffrage populaire penche à droite...
Depuis la fin de la Première Guerre mondiale, le département est le plus souvent représenté, tant au Sénat qu'à l'Assemblée Nationale, par des élus issus soit du PCF, soit, surtout, du courant socialiste, par la SFIO puis le PS, ou par le courant radical.
Haut-lieu de la Résistance durant la Seconde Guerre mondiale, à la Libération, le département a marqué profondément son ancrage à gauche qui n'a pas vraiment été mis en question depuis. Une évolution, peut être temporaire, a toutefois été constatée en 2007, puisque, pour la première fois dans l'histoire politique locale, un député de droite élu lors du précédent scrutin (en 2002) a été réélu à l'Assemblée nationale.
L'autre siège est occupé par le président du conseil général, Jean-Louis Bianco, ancien ministre de François Mitterrand.
Au Sénat, le département est représenté par Claude Domeizel, ancien maire socialiste de Volx.
François Mitterrand a obtenu la majorité des suffrages des habitants du département en 1974, comme en 1981 et 1988, dépassant dans les deux derniers cas la barre des 53 % des voix. En 1995, Jacques Chirac est parvenu en tête au second tour de l'élection présidentielle avec un score légèrement supérieur à 52 %, quoique inférieur à son score national. En 2002, c'est Jean Marie Le Pen qui est arrivé en tête au premier tour. Enfin, en 2007, c'est Nicolas Sarkozy qui est parvenu en tête au premier tour, avec près de 30 % des voix et 53,2 % au second tour.
Sur les référendums européens, le département a voté Non lors de la consultation sur le traité de Maastricht à 51,6 % (majorité de 2 238 voix) et Non lors de la consultation sur le Traité constitutionnel européen à 60,3 % (majorité de 16 575 voix).
Ainsi, si, en 1958, un député gaulliste fut élu sur la circonscription de Digne, la gauche a détenu les deux sièges du département de 1962 à 1986 sans interruption. D'ailleurs, de 1962 à 1978, les deux sièges furent occupés par les mêmes titulaires, l'un issu du parti socialiste, l'autre du parti radical, puis du parti radical de gauche. Au demeurant, ce député radical avait déjà été élu en 1936, sous l'étiquette Front populaire.
La droite n'a pu occuper l'un des mandats du département qu'à la faveur de l'élection au scrutin proportionnel de 1986, puis de sa victoire écrasante lors des élections de 1993. Une évolution, peut être temporaire, a toutefois été constatée en 2007, puisque, pour la première fois dans l'histoire politique locale, un député de droite élu lors du précédent scrutin (en 2002) a été réélu à l'Assemblée nationale. Cet élu, Daniel Spagnou, maire de Sisteron, est assez représentatif de la droite locale, puisqu'il est né à Barcelonnette.
L'autre siège est occupé par le président du conseil général, Jean-Louis Bianco, ancien ministre de François Mitterrand. Au Sénat, le département est représenté par Claude Domeizel, maire socialiste de Volx.
Il est également, depuis plusieurs années, président du conseil d'administration de la CNRACL.
S'agissant des autres scrutins nationaux, le département a longtemps choisi le candidat de gauche aux élections présidentielles. François Mitterrand a ainsi obtenu la majorité des suffrages des habitants du département en 1974, comme en 1981 et 1988, dépassant dans les deux derniers cas la barre des 53 % des voix.
En 1995, Jacques Chirac est parvenu en tête au second tour de l'élection présidentielle avec un score légèrement supérieur à 52 %, quoiqu'inférieur à son score national. En 2002, c'est Jean-Marie Le Pen qui est arrivé en tête au premier tour. Enfin, en 2007, c'est Nicolas Sarkozy qui est parvenu en tête au premier tour, avec près de 30 % des voix et 53,2 % au second tour. Est-ce le signe d'une évolution politique du département ?
Sur le plan local, la majorité de gauche du conseil général est particulièrement forte, avec 21 sièges sur 30 et il n'est pas impossible que le prochain renouvellement cantonal ne conduise à un nouveau renforcement de cette majorité.
Lors des élections régionales de 2004, la liste de la gauche est arrivée nettement en tête avec 53 % des suffrages, après avoir dépassé les 40 % au premier tour. Le résultat de cette liste était d'ailleurs le score le plus élevé des six départements de la région.
On notera également la forte tradition civique du département, puisque la participation électorale a dépassé les 87 % au second tour de l'élection présidentielle de 2007.
Sur les référendums européens, le département a voté Non lors de la consultation sur le traité de Maastricht à 51,6 % (majorité de 2 238 voix) et Non lors de la consultation sur le traité constitutionnel européen à 60,3 % (majorité de 16 575 voix).

## Représentation politique et administrative

### Préfets et arrondissements

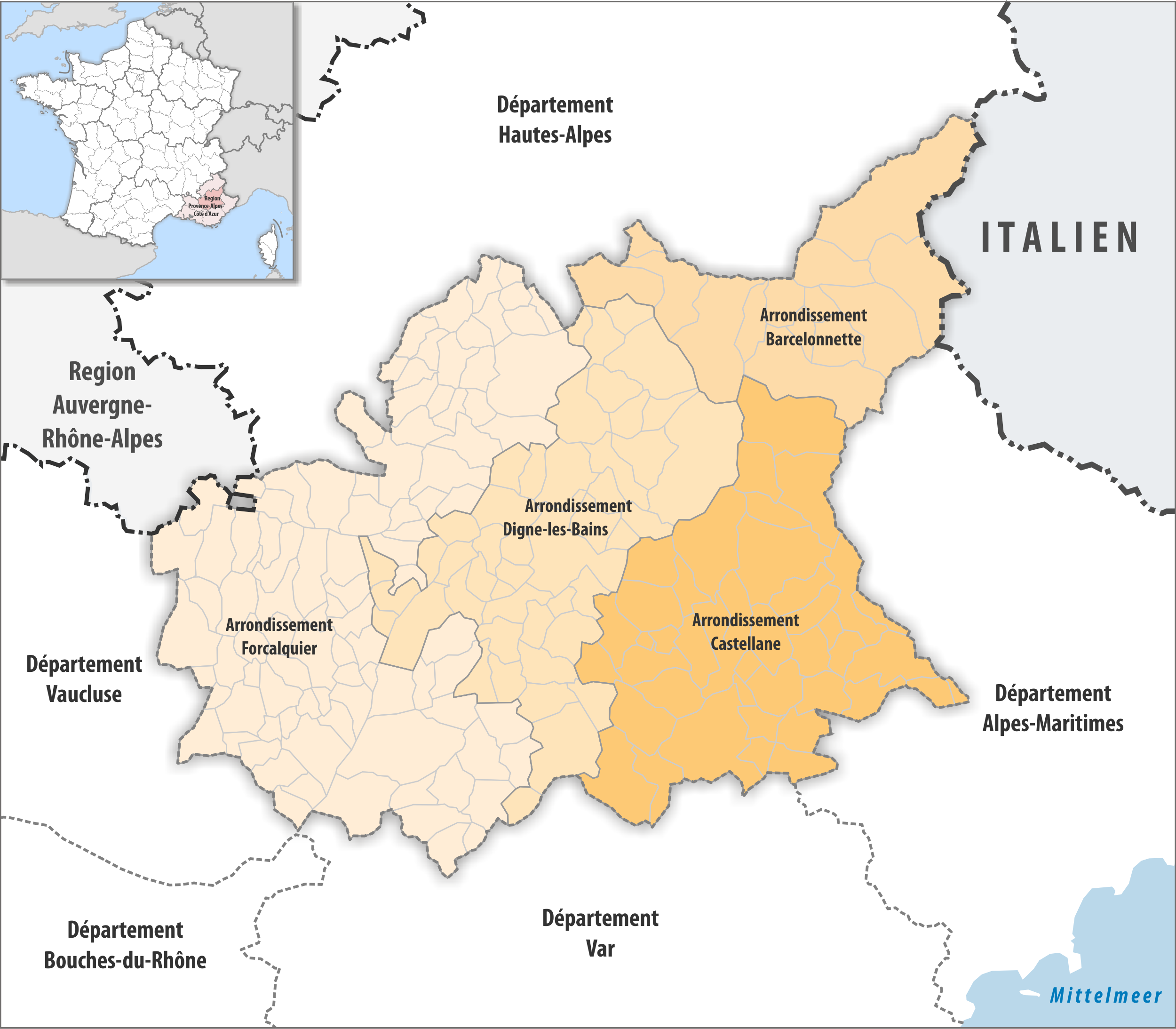
Arrondissements

La préfecture des Alpes-de-Haute-Provence est localisée à Digne-les-Bains. Le département possède en outre deux sous-préfectures à Barcelonnette, Forcalquier et Castellane. Jusqu'en 1926, une sous-préfecture supplémentaire était située à Sisteron.

### Députés et circonscriptions législatives

Circonscriptions et affiliations à l'issue des élections de 2024.

| Circ. | Nom                    |  | Parti | Groupe                               | Suppléant        |
| ----- | ---------------------- |  | ----- | ------------------------------------ | ---------------- |
| 1re   | Christian Girard       |  | RN    | Rassemblement national               | Yves Benessy     |
| 2e    | Sophie Vaginay-Ricourt |  | UDR   | Union des droites pour la République | Fabrice Durnerin |

### Sénateurs
| Nom            |  | Parti | Groupe                                        | Autres mandats (passés ou actuels) |
| -------------- |  | ----- | --------------------------------------------- | ---------------------------------- |
| Jean-Yves Roux |  | PRG   | Rassemblement démocratique et social européen |                                    |

### Conseillers départementaux

Cantons et affiliations à l'issue des élections de 2021.

| Canton                     | Conseiller sortant           | Parti | Parti | Conseiller élu       | Parti | Parti |
| -------------------------- | ---------------------------- | ----- | ----- | -------------------- | ----- | ----- |
| Barcelonnette              | Roger Masse                  |       | LR    | Elisabeth Jacques    |       | LR    |
| Barcelonnette              | Sophie Vaginay               |       | LR    | Jean-Michel Tron     |       | LR    |
| Castellane                 | Thierry Collomp              |       | DVG   | Alain Delseaux       |       | LR    |
| Castellane                 | Alberte Vallée               |       | LREM  | Magali Girieud       |       | LR    |
| Château-Arnoux-Saint-Auban | Sandrine Cosserat            |       | LREM  | Lila Desjardins      |       | DVG   |
| Château-Arnoux-Saint-Auban | Claude Fiaert                |       | LREM  | René Villard         |       | PCF   |
| Digne-les-Bains-1          | René Massette                |       | PS    | René Massette        |       | PS    |
| Digne-les-Bains-1          | Geneviève Primiterra         |       | PS    | Geneviève Primiterra |       | PS    |
| Digne-les-Bains-2          | Serge Carel                  |       | DVG   | Pierre Catillon      |       | LR    |
| Digne-les-Bains-2          | Patricia Granet-Brunello     |       | DVG   | Sandra Raponi        |       | LR    |
| Forcalquier                | Sophie Balasse               |       | LREM  | Michel Dalmasso      |       | LR    |
| Forcalquier                | Khaled Benferhat             |       | DVG   | Patricia Paul        |       | LR    |
| Manosque-1                 | Jacques Brès                 |       | UDI   | Jacques Brès         |       | UDI   |
| Manosque-1                 | Stéphanie Colombero          |       | LR    | Stéphanie Colombero  |       | LR    |
| Manosque-2                 | Jérôme Dubois                |       | PS    | Camille Galtier      |       | LR    |
| Manosque-2                 | Emmanuelle Fontaine-Domeizel |       | PS    | Laurie Sardella      |       | LR    |
| Manosque-3                 | Clotilde Berki               |       | UDI   | Jean-Claude Castel   |       | LR    |
| Manosque-3                 | Jean-Claude Castel           |       | LR    | Marion Magnan        |       | LR    |
| Oraison                    | Guylaine Lefebvre            |       | DVD   | Marie-Claude Brusat  |       | DVC   |
| Oraison                    | Serge Sardella               |       | DVD   | Benoît Gauvan        |       | LREM  |
| Reillanne                  | Pierre Pourcin               |       | PS    | Michèle Moutte       |       | DVG   |
| Reillanne                  | Brigitte Reynaud             |       | EÉLV  | Pierre Pourcin       |       | PS    |
| Riez                       | Danielle Urquizar            |       | PS    | Éliane Barreille     |       | LR    |
| Riez                       | Bernard Molling              |       | PS    | Claude Bondil        |       | LR    |
| Seyne                      | Évelyne Faure                |       | DVG   | Évelyne Faure        |       | DVG   |
| Seyne                      | Jean-Yves Roux               |       | PRG   | Jean-Yves Roux       |       | PRG   |
| Sisteron                   | Robert Gay                   |       | LR    | Robert Gay           |       | LR    |
| Sisteron                   | Isabelle Morineaud           |       | LR    | Isabelle Morineaud   |       | LR    |
| Valensole                  | Jean-Christophe Pétrigny     |       | PS    | Michèle Cottret      |       | LR    |
| Valensole                  | Nathalie Ponce-Gassier       |       | PS    | Marcel Gossa         |       | LR    |

### Conseillers régionaux
Présidence : Renaud Muselier (Bouches-du-Rhône)
|            | Parti | Siège |
| ---------- | ----- | ----- |
| Majorité   |       |       |
|            | DVD   | 2     |
|            | DVG   | 1     |
| Opposition |       |       |
|            | RN    | 1     |

### Maires

Carte des 198 communes des Alpes-de-Haute-Provence au 1er janvier 2022.

| Commune         | Maire                    |  | Parti | Élection | Population |
| --------------- | ------------------------ |  | ----- | -------- | ---------- |
| Digne-les-Bains | Patricia Granet-Brunello |  | DVG   | 2014     | 16 460     |
| Manosque        | Camille Galtier          |  | LR    | 2020     | 22 333     |
| Sisteron        | Daniel Spagnou           |  | LR    | 1983     | 7 460      |